# Mandible Claw
La Mandible Claw è una mossa di wrestling, appartenente alla categoria delle mosse di sottomissione. Consiste nell'infilare in bocca all'avversario la propria mano fino a soffocarlo. Resa popolare dal wrestler americano Mick Foley, la mossa è basata sulla "pressione del nervo della mandibola", mossa finale del wrestler degli anni sessanta Sam Sheppard, è stata anche la mossa finale di ''The Fiend'' Bray Wyatt

## Tecnica
La presa consiste nell'infilare il proprio dito medio e l'anulare nella bocca del nemico, facendole scivolare sotto la lingua e premendo sul tessuto soffice che si trova sul fondo della bocca. Il pollice e/o il palmo della stessa mano si trova sotto la mandibola, e viene applicata una pressione verso il basso dal medio e dall'anulare mentre il pollice/palmo premono la mandibola verso l'alto. Foley successivamente sostenne in un'intervista televisiva che la sensazione di dolore sui nervi sotto la lingua è così forte che inibisce la vista e, quando applicata a lungo, può causare lo svenimento all'avversario.
Il contatto con l'interno della bocca del nemico, spinse Foley (sotto le sembianza dello psicopatico Mankind) ad eseguirla con un unico dito ricoperto da una copertura in cuoio. Successivamente, cambiò il guanto con un calzino, chiamato "Mr. Socko," facendo diventare la Mandible Claw una delle mosse più popolari.